# Adiantum caryotideum
Adiantum caryotideum är en kantbräkenväxtart som beskrevs av Christ. Adiantum caryotideum ingår i släktet Adiantum och familjen Pteridaceae. Inga underarter finns listade.